# Calvary (Georgia)
Calvary es un lugar designado por el censo ubicado en el condado de Grady en el estado estadounidense de Georgia. En el año 2010 tenía una población de 161 habitantes.

## Geografía
Calvary se encuentra ubicado en las coordenadas 30°43′35″N 84°20′57″O / 30.72639, -84.34917.